# 森塞特 (佛羅里達州)
森塞特（英語：Sunset）是位於美國佛羅里達州邁阿密-戴德縣的一個人口普查指定地區。

## 地理
森塞特的座標為25°42′21″N 80°21′23″W / 25.70583°N 80.35639°W，而該地最高點為海拔高度2米（即7英尺）。

## 人口
根據2010年美國人口普查的數據，森塞特的面積為9.20平方千米，當中陸地面積為9.20平方千米，而水域面積為0.00平方千米。當地共有人口17150人，而人口密度為每平方千米1,864人。